# Jezioro Lewarowe
Jezioro Lewarowe – przepływowe jezioro wytopiskowe, położone na Równinie Słupskiej, na obszarze Puszczy Korzybskiej. Poprzez małą strugę akwen jeziora jest połączony z dorzeczem rzeki Grabowy.
Powierzchnia całkowita: 71,58 ha.